# Келлерман, Джесси
Джесси Орен Келлерман (англ. Jesse Oren Kellerman, род. 1 сентября 1978, Лос-Анджелес) — американский писатель.

## Биография
Родился в семье врачей Фай и Джонатана Келлерманов (англ.). Изучал психологию в Гарварде и драматургию в Брандейском университете. В 1994 году опубликовал первую книгу детской поэзии совместно со своим отцом. Некоторое время был ведущим гитаристом в инди-роковой группе «Don’t Shoot the Dog».

## Литературные премии
- 2003 — премия фонда Княгини Грейс[3]
- 2010 — Grand Prix des Lectrices de Elle